# خط أدلم

خط أدلم ابتكره الأخوان إبراهيما باري وعبد الله باري أواخر الثمانينات لكتابة اللغة الفولانية ويدرس خط أدلم في مدارس غينيا ونيجيريا وليبريا والبلاد المجاورة. اسم أدلم هو اختصار مشتق من الأحرف الأربعة الأولى آ‍
```
و
د
ٓ
‍

و
ل
ٓ
‍

و
م
ٓ
‍

لعبارة ألكولي دندايدي لينيول مولوغول
[
5
]
 (بالعجمي: ألكُلِ دَندَيݚِ لِنِيُل مُلُگُل) أي الحروف التي تحفظ الأقوام من الاندثار.
[
6
]
```